# Alessandro Campagna
Alessandro Campagna (Palermo, 26 de junho de 1963) é um ex-jogador e atualmente treinador de polo aquático italiano, campeão olímpico.

## Carreira
Alessandro Campagna fez parte da geração de ouro italiana no polo aquático, campeão olímpico de Barcelona 1992. Ele treina a seleção italiana.

### Rio 2016
Comandou a equipe italiana a medalha de bronze, vencendo Montenegro pela disputa.